# محاصره قاره‌ای

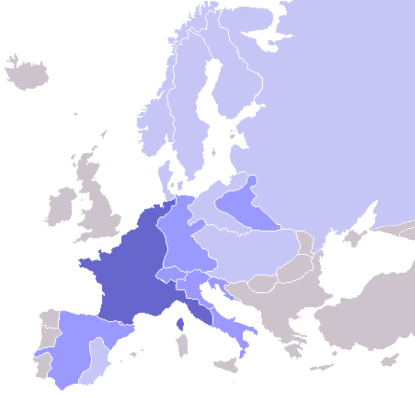
اروپا در سال ۱۸۱۱ آبی تیره:امپراتوری فرانسه آبی روشن:مناطق تحت‌اشغال فرانسه آبی و خاکستری:مناطقی که به‌زور فرانسه مجبور به پذیرش منشور شدند.

محاصره قاره‌ای (انگلیسی: Continental System) اصطلاحی است مبنی بر تحریم کالاهای انگلیسی از سوی ناپلئون بناپارت امپراتور فرانسه.
ناپلئون در سال ۱۸۰۶ میلادی در برلین منشوری را به نام محاصره قاره‌ای تصویب کرد که حکایت از بسته‌شدن درهای قاره اروپا به‌روی کالاهای صنعتی انگلستان می‌کرد.
در این فرمان هم‌چنین آمده‌بود که در سرزمین فرانسه و متحدان آن، انگلیسی‌ها باید بازداشت‌شده و کالاهای آنان نیز ضبط شود.
این فرمان برای فرانسوی‌ها گران تمام شد، زیرا ناوهای انگلیسی به شکار کشتی‌های فرانسوی و متحدان آن پرداختند. بازرگانی خارجی فرانسه در معرض تهدید قرارگرفت و کشورهای اروپایی به‌صورت رقیبی برای فرانسه درآمدند. ماموران فرانسوی نیز به‌دنبال کالاهای قاچاق انگلیسی علی‌الخصوص ماهوت و کفش برای سربازان فرانسه بودند.